# Андаманская совка
Андаманская совка (лат. Otus balli) — вид птиц рода совок семейства совиных. Встречается на Андаманских островах. Подвидов не выделяют.

## Описание
Андаманская совка достигает размеров от 18 до 19 сантиметров. Различают красновато-коричневую и серо-коричневую морфы. Верх изредка покрыт чёрными и белыми пятнами. Хвост полосатый. Он коричневого цвета. Низ более серый и светлый, чем верх. На груди присутствуют тонкие волнистые линии и чёрные пятна. Радужка жёлтая, ореховая или коричневая, клюв жёлтый.

## Среда обитания
Андаманская совка населяет полуоткрытые участки, поселения, возделываемые территории и сады. Иногда их можно увидеть в бунгало.

## Образ жизни
Андаманская совка — оседлая ночная птица. Рацион состоит в основном из жуков и других насекомых, а также из гусениц. Сезон размножения с февраля по апрель. Андаманские совки гнездо устраивают в естественных дуплах деревьев или заброшенных дуплах, обычно на высоте от двух до четырёх метров над землёй. Кладка состоит из двух-трёх яиц.